# Österreichischer Reisepass

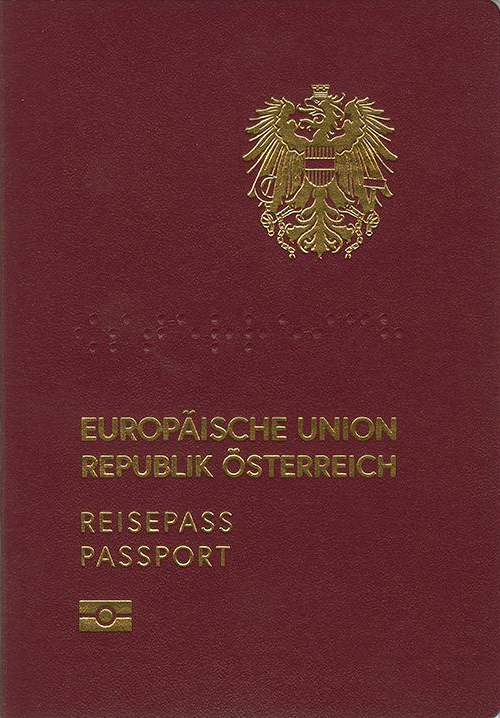
Der neue biometrische EU-Reisepass Österreichs (Ausgabe 1. Dezember 2023)

Der österreichische Reisepass ist ein bordeauxroter Reisepass gemäß den Mindestsicherheitsstandards der EU. Er hat grundsätzlich eine Gültigkeitsdauer von zehn Jahren (außer bei Kindern unter zwölf Jahren, die je nach Alter zwei bzw. fünf Jahre gelten) und kann nicht verlängert werden. Gewöhnliche Reisepässe, die vor dem EU-Beitritt im Jahre 1995 ausgestellt wurden, galten im Normalfall ebenfalls 10 Jahre.

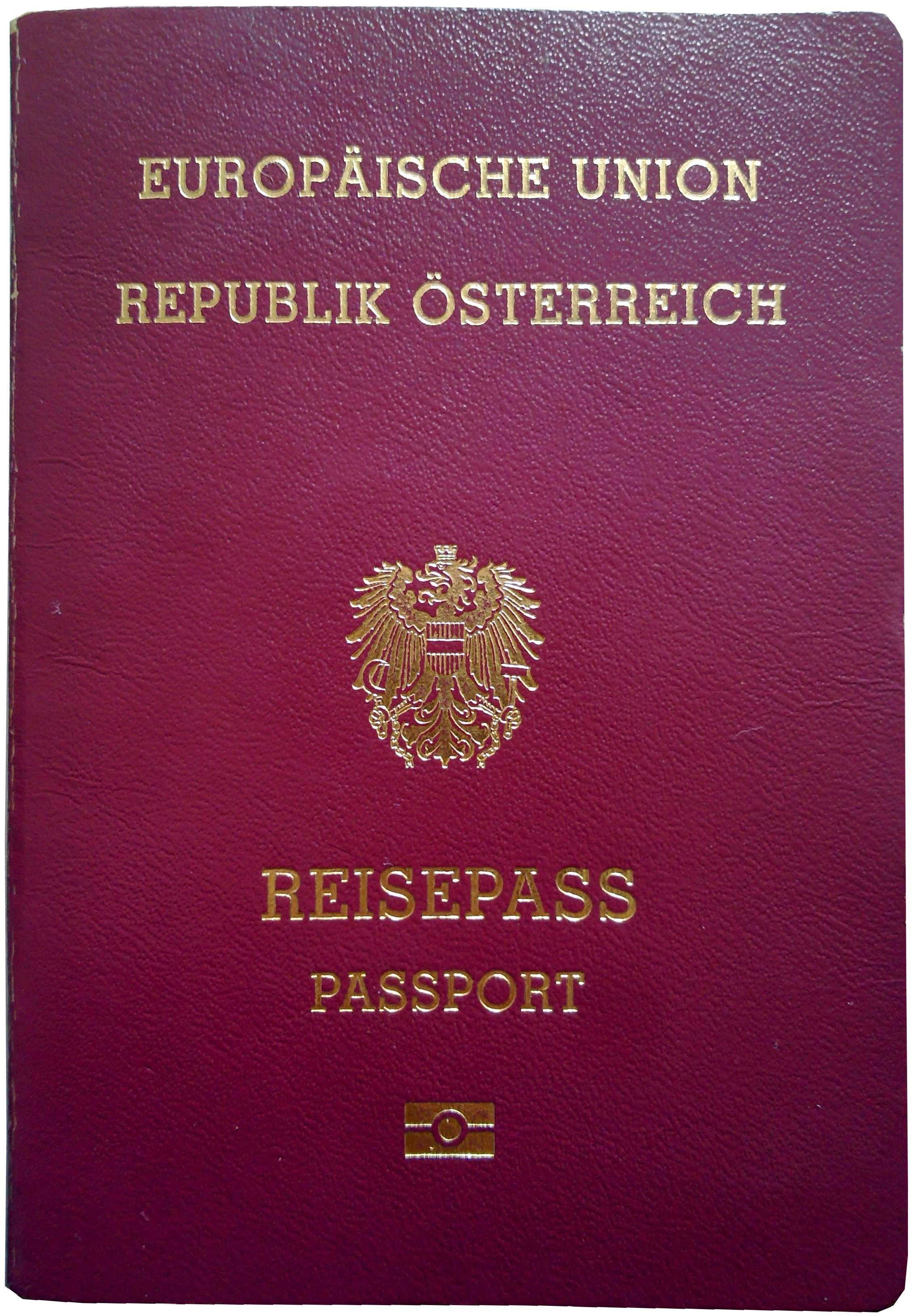
Reisepass Österreich (Ausgabe bis 30. November 2023)

Nach dem Antrag für einen neuen Pass ist das alte Exemplar nur noch eine verkürzte Zeit lang gültig

## Aussehen
Der Reisepass entspricht dem von der EU vorgegebenen Standard. Die gefalzten Blätter sind fadengeheftet, das stärkere Umschlagblatt ist außen bordeauxrot plastifiziert. Der Pass ist im Format B × H ca. 88 × 124 mm mit starker Abrundung an den nicht gehefteten Ecken. Die 36 Seiten sind innen von 2–35 paginiert. Auf den Seiten für die Visa befindet sich jeweils ein Wappen eines österreichischen Bundeslandes.
Für 2023 ist eine überarbeitete Version des österreichischen Reisepasses geplant.
Reisepässe im weiteren Sinn sind folgende sechs im gleichen Format jedoch jeweils mit unterschiedlicher Umschlagfarbe amtlich ausgestellte Pässe:
- Notpass (weiß)
- Pass für Konventionsflüchtlinge
- Pass für Staatenlose
- Diplomatenpass – grellrot
- Dienstpass – dunkelblau[4]

## Biometrisches Passbild
Mit der Einführung biometrischer Pässe im März 2006 gelten neue Kriterien für Passbilder. Die wichtigsten davon sind:
- Format: 35 mm × 45 mm.

Umriss des Gesichts erstellt aus den Vorgaben für Passbilder

- Kinnspitze bis Scheitel soll zwischen 32 und 36 mm betragen; der Augenabstand soll zwischen 8 und 12 mm betragen.
- Hohe Anforderungen an Qualität, Hintergrund, Ausleuchtung und Kontrast.
- Nur die Person darf im Bild sein.
- Der Mund muss geschlossen sein; lächeln ist erlaubt.
- Eine etwaige Brille darf nicht spiegeln oder wichtige Teile wie etwa die Augen verdecken.
- Kopfbedeckungen sind nur aus religiösen und gesundheitlichen Gründen zulässig und das Gesicht muss zur Gänze erkennbar sein.
- Haare dürfen aus dem Bild ragen, aber nicht Teile des Gesichts verdecken.

Ein Passbild ist biometrisch, wenn es bestimmte Anforderungen erfüllt, die zur erleichterten Gesichtserkennung anhand des Bildes beitragen. Übliche Anforderungen sind:
- frontale Aufnahme
- festgelegte Position des Kopfes im Bild
- strukturloser Hintergrund (z. B. hellgrau)
- neutraler Gesichtsausdruck
- gute Ausleuchtung ohne Reflexionen und Schatten auf Gesicht und Hintergrund

Ob ein Passbild biometrisch ist, hat nichts damit zu tun, ob die Speicherung auf dem Pass elektronisch erfolgt.

## Ausstellung
In Österreich wird der Reisepass entweder von Magistraten oder Bezirkshauptmannschaften ausgestellt und kann auch bei dazu berechtigten Gemeinden beantragt werden. Seit dem 16. Juni 2006 werden biometrische Pässe (sogenannte „Sicherheitspässe“) ausgegeben, die mit einem kontaktlosen Chip versehen sind. Hierfür wird ein Passbild benötigt, das bestimmte Kriterien an die biometrische Erfassung erfüllen muss (Infos siehe: hier). Er kostet 112 Euro. Auf dem Chip wird das digitale Gesichtsbild sowie bei Pass-Ausstellungen seit dem 30. März 2009 auch die verpflichtend abzugebenden zwei Fingerabdrücke gespeichert. Eine zulässige nachträgliche Änderung ist die Eintragung eines akademischen Grades, die Eintragung der Standesbezeichnung Ingenieur, die Streichung der miteingetragenen Kinder (von Amts wegen, wenn diese einen eigenen Reisepass erhalten) oder die Änderung der besonderen Kennzeichen (Narben, Tätowierungen) des Passinhabers. Für alle anderen Änderungen muss ein neuer Pass ausgestellt werden. Der neue Reisepass kann unabhängig vom Wohnsitz bei jeder beliebigen Passbehörde in Österreich beantragt werden und wird zentral in der Österreichischen Staatsdruckerei gefertigt. Dazu werden Fotos und Unterschrift gescannt und digital nach Wien gesandt. Nach der Herstellung erfolgt die Zustellung direkt an den Passinhaber per Rückscheinbrief innerhalb von fünf bis sieben Tagen (bei Express-Bearbeitung in drei Tagen, hierfür werden insgesamt 148 Euro, bei Ein-Tages-Express-Bearbeitung werden insgesamt 326 Euro erhoben). In der Regel erfolgt die Zustellung auch ohne Express-Bearbeitung oft schon in zwei bis drei Tagen, dies wird jedoch nicht garantiert. Wegen dieser Art der Übernahme werden abgelaufene Pässe schon bei der Antragstellung entwertet bzw. die Gültigkeitsdauer auf wenige Tage gekürzt.

## Kinderpässe
Im Passwesen gilt eine Person bis zwölf Jahre als Kind. Eine Miteintragung von Kindern ist seit 15. Juni 2009 nicht mehr möglich. Bestehende Kindereintragungen behielten für 3 Jahre ihre Gültigkeit und liefen mit 15. Juni 2012 automatisch aus. Seitdem benötigen Kinder eigene Reisepässe. Kinderpässe kosten nur 44 Euro und sind fünf Jahre gültig. Kindern unter zwei Jahren wird der erste Pass kostenlos ausgestellt, er ist nur zwei Jahre lang gültig. Das Aussehen der Pässe ist gleich. Von Kindern werden jedoch keine Fingerabdrücke gespeichert und keine Größe eingetragen, sie müssen jedoch bei der Beantragung persönlich anwesend sein. Bei fehlenden Schreibkenntnissen muss ein Erziehungsberechtigter den Namen in Blockschrift in das Unterschriftsfeld schreiben. Auch für Kinderpässe gibt es Expressbearbeitung mit erhöhten Tarifen.

## Reisedokument
In Österreich ist der Besitz eines Reisepasses nicht vorgeschrieben. Ein Nichtmitführen im Ausland ist jedoch auch nach österreichischem Recht strafbar als Verwaltungsübertretung (§§ 2 Abs. 1, 24 Abs. 1 Nr. 1 Passgesetz 1992). Das gilt auch für die Schengen-Staaten, in denen beim Grenzübertritt üblicherweise der Reisepass nicht kontrolliert wird. In den meisten europäischen Staaten sowie Georgien und bei Pauschalreisen nach Tunesien oder Jordanien (über den Flughafen Aqaba) kann allerdings statt des Reisepasses auch ein Personalausweis mitgeführt werden.
Mit Reisepässen, die zwischen dem 26. Oktober 2005 und dem 15. Juni 2006 ausgestellt wurden, konnte nur dann visumfrei in die USA eingereist werden, wenn diese nachträglich behördlicherseits mit einem Aufkleber („Fotovignette“ mit einem gedruckten Bild des Inhabers) ausgestattet wurden.

### Namen mit Sonderzeichen
In der maschinenlesbaren Zone des Passes können keine Sonderzeichen verwendet werden. Diese werden entweder umschrieben (z. B. Müller → M U E L L E R, Groß → G R O S S) oder durch einfache Buchstaben ersetzt (z. B. Désirée → D E S I R E E). Das bedeutet, dass der Name im Dokument auf zweierlei Arten geschrieben ist, was – besonders im Ausland – für Verwirrung sorgen kann.
Österreichische Reisepässe können (müssen aber nicht) einen Hinweis auf Deutsch, Englisch und Französisch enthalten, dass die deutschen Buchstaben ä, ö, ü, ß als AE, OE, UE, SS umschrieben werden.

## Notpass
Notpässe können ausgestellt werden, wenn man vor einer wichtigen und unaufschiebbaren Reise über keinen gültigen Reisepass verfügt bzw. die Laufzeit des Reisepasses kürzer als das auszustellende Visum wäre, der Zeitraum zur Ausstellung eines neuen Reisepasses nicht ausreicht oder die Abgabe von Fingerabdrücken in Folge von Verletzungen z. B. nicht möglich ist.
Solch ein chiploser Notpass kann direkt am Flughafen Wien, oder innerhalb der Parteienverkehrszeiten beim zentralen Wiener Pass-Service der MA 62 bzw. außerhalb der Parteienverkehrszeiten (in den Nachtstunden bzw. an Wochenenden und Feiertagen) in der Wache Rathaus (MA 68) sofort ausgestellt werden.
Für die Ausstellung werden zwei gleiche, biometrische farbige Passbilder (nicht älter als sechs Monate) im Hochformat zirka 3,5 × 4,5 Zentimeter benötigt sowie ein amtlicher Lichtbildausweis (Reisepass, Personalausweis, Führerschein, Dienstausweis etc.) oder eine Identitätszeugin bzw. ein Identitätszeuge (Ehegatte, Lebensgefährte, Verwandte), damit die Identität geprüft werden kann. Außerdem muss die Voraussetzung zur Ausstellung eines Notpasses, glaubhaft gemacht werden.
Die Gültigkeit beträgt maximal ein Jahr. Der Notpass berechtigt jedoch nicht in allen Fällen zur Einreise in andere Staaten (z. B. Türkei) oder nur in Verbindung mit einem Visum (z. B. USA).

## Pässe

Österreichischer Reisepass Nr. 13 aus dem Jahr 1865 für das Inland (Koper–Wien)
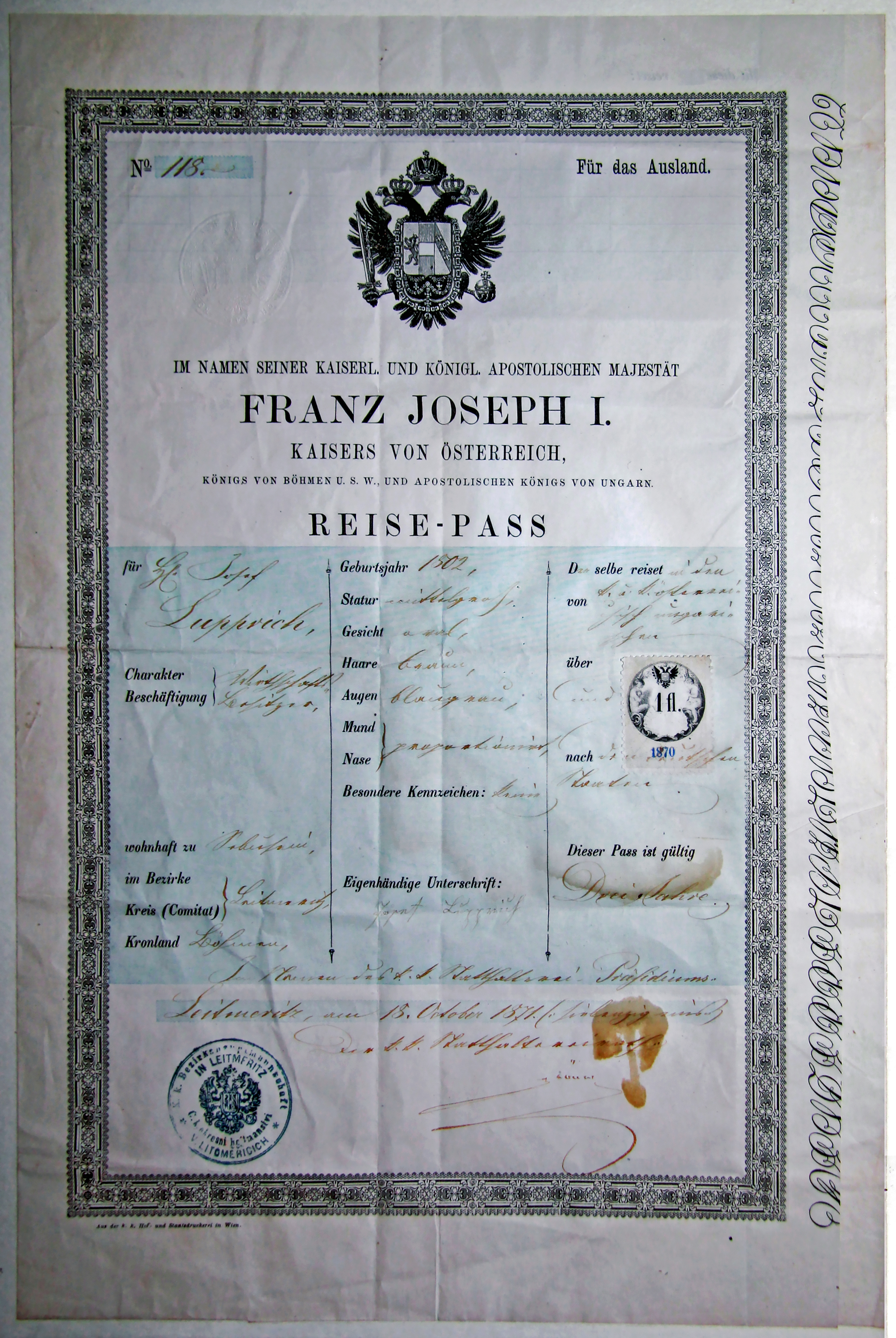
k. u. k. österreichischer Reisepass Nr. 118 aus dem Jahr 1871 für das Ausland (Böhmen–deutsche Staaten)
Reisepass der Republik Österreich, ausgegeben im Jahr 1968
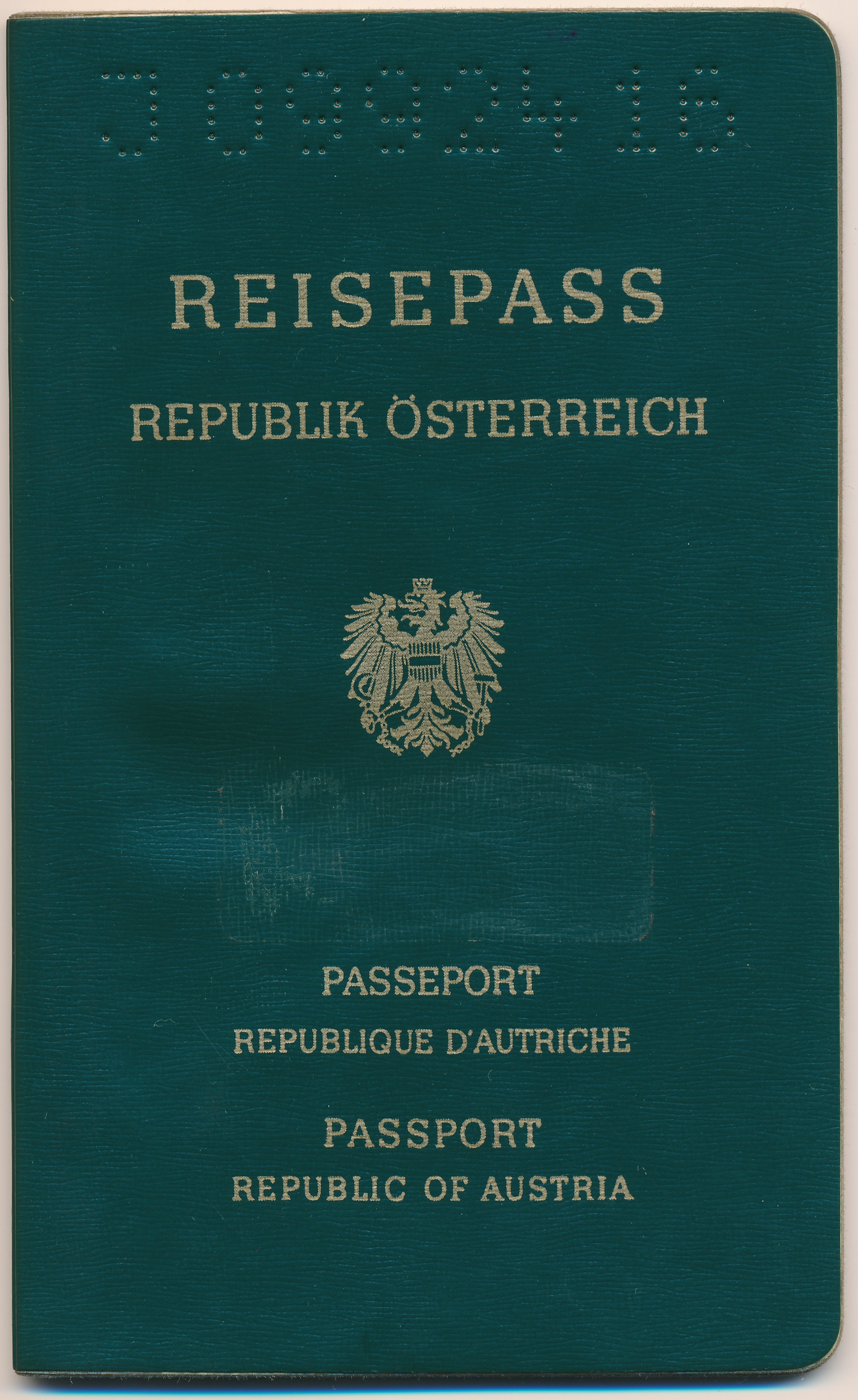
„Grüner“ Reisepass der Republik Österreich, ausgegeben im Jahr 1980
Notpass der Republik Österreich, ausgegeben im Jahr 2008
Maschinenlesbare Reisepasskarte (nicht biometrisch), eingeklebt in einen österreichischen Reisepass

## Kosten und Gebühren
In Österreich setzen sich die Gebühren wie folgt zusammen:
Antragstellung vor Vollendung des 2. Lebensjahres
- Normale Zustellung: Gebührenfrei bei Erstausstellung (wird z. B. wegen Namensänderung ein weiterer Reisepass ausgestellt, ist dieser kostenpflichtig)
- Expresszustellung: 67 Euro
- Ein-Tages-Expresspass: 245 Euro
- Notpass: Gebührenfrei bei Erstausstellung

Antragstellung nach Vollendung des 2. Lebensjahres
- Normale Zustellung: 44 Euro
- Expresszustellung: 67 Euro
- Ein-Tages-Expresspass: 245 Euro
- Notpass: 44 Euro

Antragstellung nach Vollendung des 12. Lebensjahres
- Normale Zustellung: 112 Euro
- Expresszustellung: 148 Euro
- Ein-Tages-Expresspass: 326 Euro
- Notpass: 112 Euro[9][10]